# Высший Арбитражный Суд СССР
Высший арбитражный суд СССР — один из специализированных судебных органов СССР. 

## История
Законом СССР от 26 декабря 1990 года № 1861-I «Об изменениях и дополнениях Конституции (Основного Закона) СССР в связи с совершенствованием системы государственного управления» установлено, что разрешение хозяйственных споров в СССР осуществляется Высшим арбитражным судом СССР и создаваемыми в республиках в соответствии с их законами органами для разрешения хозяйственных споров.
Организация, порядок деятельности и компетенция Высшего арбитражного Суда СССР определены Законом СССР от 17 мая 1991 г. № 2170-I «О Высшем арбитражном суде СССР» (введён в действие с 1 июля 1991 г.).
В соответствии с этим законом, Высший арбитражный суд СССР осуществлял судебную власть в пределах полномочий Союза ССР путём разрешения хозяйственных споров между предприятиями, учреждениями и организациями, в том числе — колхозами, индивидуальными, совместными предприятиями и международными объединениями организаций СССР и других стран, государственными и иными органами.
Высший арбитражный суд СССР являлся юридическим лицом, имел печать с изображением Государственного герба страны и со своим наименованием, а также издавал «Вестник Высшего арбитражного суда СССР» в качестве печатного органа.
Постановлением Президиума Верховного Совета РСФСР от 28 декабря 1991 г. № 3045-I Высший арбитражный суд СССР упразднён со 2 января 1992 года.

## Последний состав
Постановлением Съезда народных депутатов СССР от 27 декабря 1990 г. № 1875-I Яковлев Вениамин Фёдорович избран Председателем Высшего арбитражного суда СССР.
Постановлением Верховного Совета СССР от 17 июня 1991 г. № 2250-I избраны в состав Высшего арбитражного суда СССР:
- первый заместитель Председателя Высшего арбитражного суда СССР — Исайчев Владимир Николаевич
- заместитель Председателя Высшего арбитражного суда СССР — Арифулин Александр Алиевич
- председатель Арбитражной коллегии Высшего арбитражного суда СССР по разрешению хозяйственных споров — Девяткин Константин Иванович
- председатель Арбитражной коллегии Высшего арбитражного суда СССР по проверке законности и обоснованности решений — Балаян Леонид Георгиевич

судьи Высшего арбитражного суда СССР:
1. Антонова Лидия Михайловна
2. Бродский Всеволод Семёнович
3. Быков Александр Алексеевич
4. Вышняк Надежда Георгиевна
5. Иванникова Нина Петровна
6. Иванов Александр Николаевич
7. Ипатов Евгений Леонидович
8. Камышев Михаил Васильевич
9. Канишевская Наталья Владимировна
10. Полетаева Галина Генриховна
11. Симонов Владимир Ильич
12. Соколов Геннадий Николаевич
13. Сторожев Юрий Федорович
14. Сулимов Иван Иванович
15. Суханов Владимир Васильевич
16. Тупикова Людмила Константиновна
17. Финогенов Валерий Иванович
18. Чайка Валерий Иванович
19. Юхней Михаил Фёдорович
20. Язева Людмила Ивановна

Постановлением Совета Республик Верховного Совета СССР от 27 ноября 1991 г. № 113-Н Яковлев Вениамин Фёдорович освобождён от обязанностей Председателя Высшего арбитражного суда СССР.
Постановлением Совета Республик Верховного Совета СССР от 26 декабря 1991 г. № 143-Н постановлено считать судей Высшего арбитражного суда СССР освобождёнными от выполнения служебных обязанностей со 2 января 1992 года.